# Miss Universo 1996
Miss Universo 1996, la 45.ª edición del concurso Miss Universo, se llevó a cabo en el Aladdin Theatre for the Performing Arts del Planet Hollywood Resort and Casino en Las Vegas (Estados Unidos) el 17 de mayo. Esta fue la primera y única edición realizada bajo ITT Corp.
Representantes provenientes de setenta y nueve países y territorios compitieron por el título en esta edición del concurso. Al final del evento, Miss Universo 1995, Chelsi Smith de Estados Unidos, coronó como su sucesora a Alicia Machado de Venezuela. Fue la cuarta victoria de Venezuela, después de las de 1979, 1981 y 1986.
El concurso fue presentado por Bob Goen, mientras que Marla Maples se desempeñó como corresponsal tras bambalinas. El cantante Michael Crawford se encargó del entretenimiento.

## Antecedentes

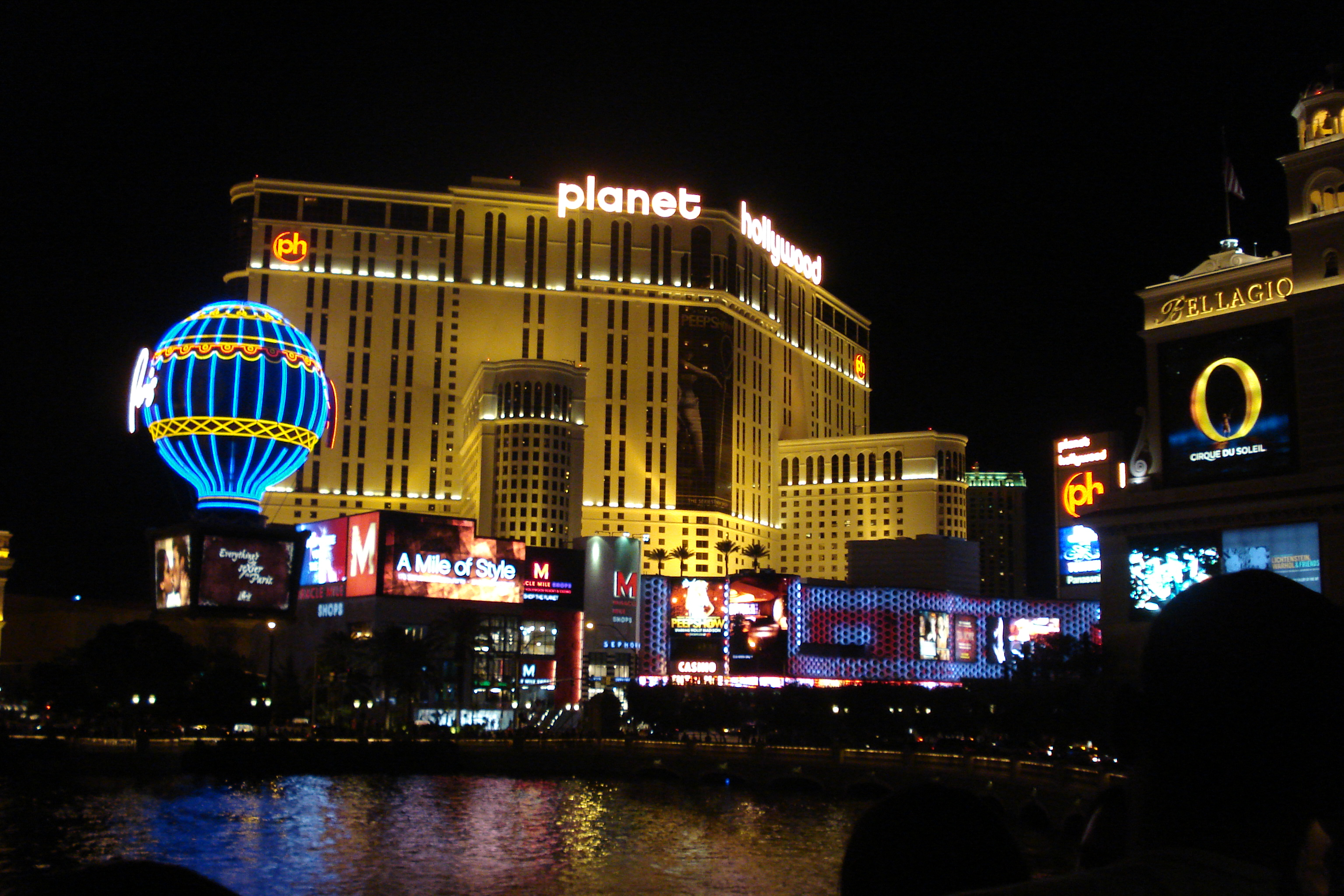
Planet Hollywood Resort and Casino, recinto sede de Miss Universo 1996

### Selección de candidatas
Esta edición marcó los regresos de Argentina, Bélgica, Ghana, Honduras, Líbano y Zimbabue. Ghana y Líbano compitieron por última vez en 1993, mientras que los demás en 1994.
Guam, las Islas Vírgenes de los Estados Unidos, Japón, Mauricio, Nicaragua, Nigeria, Seychelles y Zambia se retiraron después de que sus respectivas organizaciones no pudieron realizar un concurso nacional ni designar a una candidata.

### Controversias después del concurso
El reinado de Machado como Miss Universo fue controvertido. En agosto de 1996 se rumoreaba que Machado sería destituida si no perdía peso en dos semanas. Los funcionarios de Miss Universo lo negaron inmediatamente.
En enero de 1997, Machado llamó la atención de la prensa cuando Trump decidió dar a conocer su entrenamiento físico ante ochenta reporteros que seguían sus entrenamientos. Según Trump, en una conferencia de prensa, Alicia Machado podría haber sido despojada de su título de Miss Universo si continuaba ganando peso. Machado terminó su reinado como Miss Universo en mayo de ese año y le pasó la corona a su sucesora, Brook Lee de Estados Unidos.

## Resultados

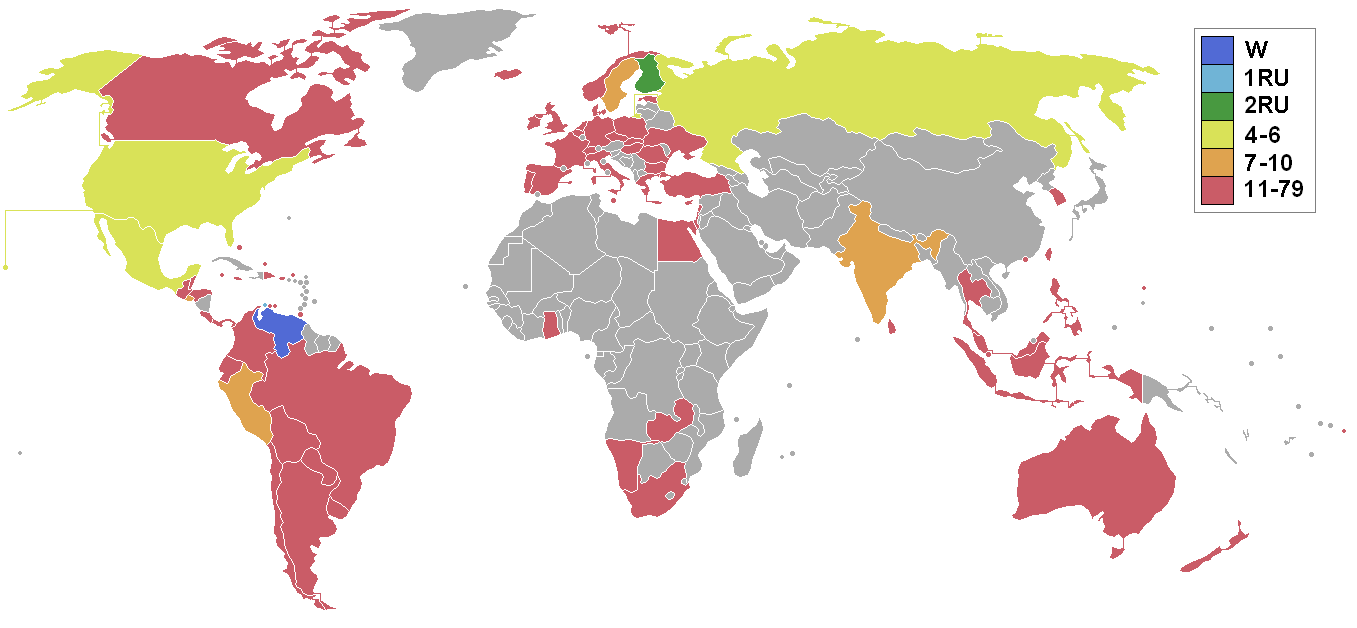
Países y territorios que enviaron candidatas y resultados para Miss Universo 1996

### Clasificación final
| Posición           | Candidata                                                                                              |
| ------------------ | --- |
| Miss Universo 1996 | - Venezuela - Alicia Machado                                                                           |
| Primera finalista  | - Aruba - Taryn Mansell                                                                                |
| Segunda finalista  | - Finlandia - Lola Odusoga                                                                             |
| Top 6              | - Rusia - Ilmira Shamsutdinova - Estados Unidos - Ali Landry - México - Vanessa Guzmán                 |
| Top 10             | - El Salvador - Milena Mayorga - India - Sandhya Chib - Perú - Natali Sacco - Suecia - Annika Duckmark |

### Puntajes
| \| País \| Entrevista \| Traje de baño \| Traje de noche \| Promedio \| Top 6 finalistas \| \| -------------- \| ---------- \| ------------- \| -------------- \| ---------- \| ---------------- \| \| Venezuela \| 9.80 (1) \| 9.82 (1) \| 9.87 (1) \| 9.830 (1) \| 9.846 (1) \| \| Estados Unidos \| 9.79 (2) \| 9.60 (7) \| 9.75 (2) \| 9.713 (2) \| 9.604 (6) \| \| Aruba \| 9.67 (3) \| 9.73 (2) \| 9.65 (5) \| 9.683 (3) \| 9.779 (2) \| \| Rusia \| 9.64 (4) \| 9.71 (3) \| 9.57 (10) \| 9.640 (4) \| 9.714 (4) \| \| Finlandia \| 9.55 (8) \| 9.65 (4) \| 9.71 (3) \| 9.637 (5) \| 9.763 (3) \| \| México \| 9.56 (7) \| 9.60 (7) \| 9.71 (3) \| 9.623 (6) \| 9.657 (5) \| \| El Salvador \| 9.63 (5) \| 9.56 (10) \| 9.65 (5) \| 9.613 (7) \| \| \| India \| 9.58 (6) \| 9.61 (5) \| 9.60 (9) \| 9.597 (8) \| \| \| Perú \| 9.54 (9) \| 9.61 (5) \| 9.63 (7) \| 9.593 (9) \| \| \| Suecia \| 9.49 (10) \| 9.57 (9) \| 9.62 (8) \| 9.560 (10) \| \| Miss Universo 1996 Primera finalista Segunda finalista Top 6 Top 10 (#) Ranking |            |               |                |            |                  |
| País | Entrevista | Traje de baño | Traje de noche | Promedio   | Top 6 finalistas |
| Venezuela | 9.80 (1)   | 9.82 (1)      | 9.87 (1)       | 9.830 (1)  | 9.846 (1)        |
| Estados Unidos | 9.79 (2)   | 9.60 (7)      | 9.75 (2)       | 9.713 (2)  | 9.604 (6)        |
| Aruba | 9.67 (3)   | 9.73 (2)      | 9.65 (5)       | 9.683 (3)  | 9.779 (2)        |
| Rusia | 9.64 (4)   | 9.71 (3)      | 9.57 (10)      | 9.640 (4)  | 9.714 (4)        |
| Finlandia | 9.55 (8)   | 9.65 (4)      | 9.71 (3)       | 9.637 (5)  | 9.763 (3)        |
| México | 9.56 (7)   | 9.60 (7)      | 9.71 (3)       | 9.623 (6)  | 9.657 (5)        |
| El Salvador | 9.63 (5)   | 9.56 (10)     | 9.65 (5)       | 9.613 (7)  |                  |
| India | 9.58 (6)   | 9.61 (5)      | 9.60 (9)       | 9.597 (8)  |                  |
| Perú | 9.54 (9)   | 9.61 (5)      | 9.63 (7)       | 9.593 (9)  |                  |
| Suecia | 9.49 (10)  | 9.57 (9)      | 9.62 (8)       | 9.560 (10) |                  |

Los puntajes presentados corresponden a los que fueron dados durante el evento en vivo, estos, determinaron las seis semifinalistas; luego de que estos fueron dados las seis participantes restantes pasaron a una ronda de preguntas, donde se determinó el top tres, para realizar la pregunta final, que determinó a la ganadora.

### Premios especiales
Los premios especiales fueron otorgados a las siguientes candidatas:
| Premio                    | Candidata                                    |
| ------------------------- | -------------------------------------------- |
| Mejor en traje de baño    | - Venezuela - Alicia Machado[cita requerida] |
| Miss Fotogénica           | - Filipinas - Aileen Damiles                 |
| Miss Simpatía             | - Australia - Jodie McMullen                 |
| Premio That Takes Finesse | - Venezuela - Alicia Machado                 |

#### Mejor traje nacional
La ganadora y finalistas del premio al mejor traje nacional son las siguientes:
| Posición          | Candidata                      |
| ----------------- | ------------------------------ |
| Ganadora          | - Rusia - Ilmira Shamsutdinova |
| Primera finalista | - México - Vanessa Guzmán      |
| Segunda finalista | - Grecia - Nina Georgala       |

## El concurso

### Formato
Al igual que en 1990, se seleccionaron diez semifinalistas mediante competencia preliminar y entrevistas a puerta cerrada. Diez semifinalistas participaron en la competencia de trajes de baño y de noche y, finalmente, se seleccionaron las seis finalistas. Seis finalistas compitieron en la ronda preliminar de preguntas y respuestas, y tres finalistas compitieron en la ronda final de preguntas y respuestas.

## Candidatas
Setenta y nueve candidatas compitieron por el título.
| País/Territorio           | Candidata                   | Edad | Procedencia         |
| ------------------------- | --------------------------- | ---- | ------------------- |
| Alemania                  | Miriam Ruppert              | 21   | Taunusstein         |
| Argentina                 | Verónica Ledezma            | 19   | Buenos Aires        |
| Aruba                     | Taryn Mansell               | 19   | Oranjestad          |
| Australia                 | Jodie McMullen              | 22   | Sídney              |
| Bahamas                   | Michelle Rae Collie         | 20   | Nasáu               |
| Bélgica                   | Véronique De Kock           | 19   | Amberes             |
| Belice                    | Ava Lovell                  | 20   | Ciudad de Belice    |
| Bolivia                   | Natalia Cronenbold          | 19   | Santa Cruz          |
| Bonaire                   | Jessy Viceisza              | 21   | Kralendijk          |
| Brasil                    | Maria Joana Parizotto       | 19   | Francisco Beltrão   |
| Bulgaria                  | Maria Sinigerova            | 20   | Sofía               |
| Canadá                    | Renette Cruz                | 25   | Vancouver           |
| Chile                     | Andrea L'Huillier           | 22   | Santiago            |
| Chipre                    | Froso Spyrou                | 20   | Klirou              |
| Colombia                  | Lina María Gaviria          | 21   | Villavicencio       |
| Corea del Sur             | Kim Yoon-jung               | 22   | Seúl                |
| Costa Rica                | Dafne Zeledón               | 19   | Limón               |
| Curazao                   | Vanessa Mambi               | 23   | Willemstad          |
| Dinamarca                 | Anette Oldenborg            | 21   | Copenhague          |
| Ecuador                   | Mónica Chalá                | 23   | Quito               |
| Egipto                    | Hadeel Abol-Naga            | 19   | El Cairo            |
| El Salvador               | Milena Mayorga              | 20   | San Salvador        |
| Eslovaquia                | Iveta Jankulárová           | 18   | Bratislava          |
| España                    | María José Suárez           | 20   | Sevilla             |
| Estados Unidos            | Ali Landry                  | 22   | Breaux Bridge       |
| Estonia                   | Helen Mahmastol             | 18   | Tallin              |
| Filipinas                 | Aileen Damiles              | 20   | Las Piñas           |
| Finlandia                 | Lola Odusoga                | 18   | Turku               |
| Francia                   | Laure Belleville            | 20   | Lathuile            |
| Ghana                     | Pearl Amoah                 | 19   | Acra                |
| Gran Bretaña              | Anita St. Rose              | 26   | Londres             |
| Grecia                    | Nina Georgala               | 22   | Atenas              |
| Guatemala                 | Karla Beteta                | 22   | Ciudad de Guatemala |
| Honduras                  | Yazmín Fiallos              | 19   | Francisco Morazán   |
| Hong Kong                 | Sofie Rahman                | 21   | Hong Kong           |
| Hungría                   | Andrea Deak                 | 18   | Budapest            |
| India                     | Sandhya Chib                | 19   | Bangalore           |
| Indonesia                 | Alya Rohali                 | 19   | Yakarta             |
| Irlanda                   | Joanne Black                | 21   | Irlanda             |
| Islandia                  | Hrafnhildur Hafsteinsdóttir | 20   | Reikiavik           |
| Islas Caimán              | Tasha Ebanks                | 22   | George Town         |
| Islas Cook                | Victoria Keil               | 23   | Rarotonga           |
| Islas Marianas del Norte  | Belvilyn Ada Tenorio        | 18   | Garapan             |
| Islas Turcas y Caicos     | Shaneika Lightbourne        | 23   | Gran Turca          |
| Islas Vírgenes Británicas | Linette Smith               | 19   | Road Town           |
| Israel                    | Liraz Mesilaty              | 19   | Beerseba            |
| Italia                    | Anna Valle                  | 20   | Roma                |
| Jamaica                   | Trudi-Ann Ferguson          | 21   | Kingston            |
| Líbano                    | Julia Syriani               | 18   | Beirut              |
| Malasia                   | Adeline Ong                 | 23   | Johor Bahru         |
| Malta                     | Roseanne Farrugia           | 18   | Lija                |
| México                    | Vanessa Guzmán              | 20   | Ciudad Juárez       |
| Namibia                   | Faghma Absolom              | 21   | Windhoek            |
| Nueva Zelanda             | Sarah Brady                 | 20   | Auckland            |
| Noruega                   | Inger Lise Ebeltoft         | 19   | Troms               |
| Países Bajos              | Marja de Graaf              | 19   | Drente              |
| Panamá                    | Reyna Royo                  | 25   | Panama City         |
| Paraguay                  | Martha Lovera               | 25   | Asunción            |
| Perú                      | Natali Sacco                | 21   | Trujillo            |
| Polonia                   | Monika Chróścicka-Wnętrzak  | 20   | Słupsk              |
| Portugal                  | Rita Carvalho               | 19   | Braganza            |
| Puerto Rico               | Sarybel Velilla             | 19   | Toa Alta            |
| Rumania                   | Roberta Anastase            | 20   | Prahova             |
| República Checa           | Renata Hornofová            | 21   | Praga               |
| República Dominicana      | Sandra Natasha Abreu        | 24   | La Romana           |
| Rusia                     | Ilmira Shamsutdinova        | 20   | Sarátov             |
| Singapur                  | Angeline Putt               | 22   | Singapur            |
| Sri Lanka                 | Shivanthini Dharmasiri      | 25   | Colombo             |
| Sudáfrica                 | Carol Becker                | 23   | Gauteng             |
| Suecia                    | Annika Duckmark             | 24   | Borås               |
| Suiza                     | Stéphanie Berger            | 18   | Männedorf           |
| Tailandia                 | Nirachala Kumya             | 19   | Chiang Mai          |
| Taiwán                    | Chen Hsiao-Fen              | 23   | Taipéi              |
| Trinidad y Tobago         | Michelle Kahn               | 23   | Princes Town        |
| Turquía                   | Serpil Sevilay Öztürk       | 19   | Ankara              |
| Ucrania                   | Irina Borisova              | 18   | Kiev                |
| Uruguay                   | Adriana Sandra Maidana      | 20   | Maldonado           |
| Venezuela                 | Alicia Machado              | 19   | Maracay             |
| Zimbabue                  | Langa Sibanda               | 26   | Harare              |

### Puntajes preliminares
Las calificaciones preliminares son las siguientes:[cita requerida]
| País                      | Traje de Noche | Traje de Baño | Entrevista | Promedio |
| ------------------------- | -------------- | ------------- | ---------- | -------- |
| Estados Unidos            | 9.61           | 9.10          | 9.37       | 9.360    |
| Venezuela                 | 9.43           | 9.11          | 9.43       | 9.323    |
| Rusia                     | 9.40           | 9.14          | 9.09       | 9.210    |
| Suecia                    | 9.39           | 9.05          | 8.90       | 9.113    |
| India                     | 9.36           | 8.46          | 9.48       | 9.100    |
| México                    | 9.25           | 8.74          | 9.09       | 9.027    |
| El Salvador               | 9.23           | 8.41          | 9.26       | 8.967    |
| Perú                      | 9.02           | 8.46          | 9.36       | 8.947    |
| Aruba                     | 9.23           | 9.00          | 8.60       | 8.943    |
| Finlandia                 | 9.23           | 8.83          | 8.76       | 8.940    |
| Francia                   | 9.29           | 8.63          | 8.71       | 8.877    |
| Trinidad y Tobago         | 8.81           | 8.53          | 9.23       | 8.857    |
| Sudáfrica                 | 8.67           | 8.76          | 9.10       | 8.843    |
| Bélgica                   | 8.91           | 8.55          | 9.04       | 8.833    |
| Hungría                   | 8.85           | 8.85          | 8.79       | 8.830    |
| Chile                     | 8.72           | 8.44          | 9.28       | 8.813    |
| España                    | 8.89           | 8.65          | 8.81       | 8.783    |
| Filipinas                 | 9.07           | 8.32          | 8.92       | 8.770    |
| Brasil                    | 8.90           | 8.36          | 9.04       | 8.767    |
| Grecia                    | 8.69           | 8.50          | 9.02       | 8.737    |
| Zimbabue                  | 8.99           | 8.21          | 8.96       | 8.720    |
| Noruega                   | 8.55           | 8.39          | 9.19       | 8.710    |
| Italia                    | 9.04           | 8.56          | 8.51       | 8.703    |
| Jamaica                   | 8.56           | 8.41          | 9.11       | 8.693    |
| Chipre                    | 8.97           | 8.66          | 8.37       | 8.667    |
| Panamá                    | 8.64           | 8.32          | 9.02       | 8.660    |
| Ghana                     | 8.96           | 8.46          | 8.49       | 8.637    |
| Puerto Rico               | 8.84           | 8.06          | 8.97       | 8.623    |
| Colombia                  | 8.84           | 8.14          | 8.88       | 8.620    |
| Canadá                    | 8.60           | 8.38          | 8.86       | 8.613    |
| Nueva Zelanda             | 8.52           | 8.66          | 8.66       | 8.613    |
| Estonia                   | 9.06           | 8.70          | 8.06       | 8.607    |
| República Checa           | 8.48           | 8.45          | 8.87       | 8.600    |
| Israel                    | 8.77           | 8.49          | 8.54       | 8.600    |
| Islandia                  | 8.57           | 8.15          | 8.98       | 8.567    |
| Bahamas                   | 8.52           | 8.25          | 8.87       | 8.547    |
| Líbano                    | 8.65           | 8.15          | 8.83       | 8.543    |
| Guatemala                 | 8.51           | 8.37          | 8.74       | 8.540    |
| Alemania                  | 8.57           | 8.53          | 8.51       | 8.537    |
| República Dominicana      | 8.50           | 8.05          | 9.01       | 8.520    |
| Gran Bretaña              | 8.41           | 8.48          | 8.67       | 8.520    |
| Australia                 | 8.69           | 7.86          | 8.97       | 8.507    |
| Uruguay                   | 8.06           | 8.52          | 8.90       | 8.493    |
| Tailandia                 | 8.85           | 8.08          | 8.53       | 8.487    |
| Ecuador                   | 8.39           | 8.10          | 8.91       | 8.467    |
| Costa Rica                | 8.47           | 8.42          | 8.51       | 8.467    |
| Islas Caimán              | 8.41           | 8.20          | 8.76       | 8.457    |
| Países Bajos              | 8.46           | 8.03          | 8.86       | 8.450    |
| Namibia                   | 8.36           | 8.04          | 8.95       | 8.450    |
| Rumania                   | 8.47           | 8.14          | 8.71       | 8.440    |
| Argentina                 | 8.17           | 8.13          | 8.96       | 8.420    |
| Suiza                     | 8.23           | 8.20          | 8.65       | 8.360    |
| Singapur                  | 8.59           | 7.91          | 8.58       | 8.360    |
| Ucrania                   | 8.36           | 8.20          | 8.50       | 8.353    |
| Bolivia                   | 8.67           | 7.60          | 8.78       | 8.350    |
| Dinamarca                 | 8.35           | 8.03          | 8.63       | 8.337    |
| Sri Lanka                 | 8.36           | 7.75          | 8.86       | 8.323    |
| Irlanda                   | 8.11           | 8.03          | 8.79       | 8.310    |
| Turquía                   | 8.39           | 8.08          | 8.44       | 8.303    |
| Belice                    | 8.60           | 7.96          | 8.33       | 8.297    |
| Malasia                   | 8.64           | 7.80          | 8.44       | 8.293    |
| Curazao                   | 8.00           | 8.20          | 8.67       | 8.290    |
| Polonia                   | 8.29           | 8.09          | 8.49       | 8.290    |
| Honduras                  | 8.52           | 7.99          | 8.21       | 8.240    |
| Bulgaria                  | 8.31           | 8.09          | 8.31       | 8.237    |
| Eslovaquia                | 8.30           | 7.68          | 8.65       | 8.210    |
| Indonesia                 | 8.50           | 7.60          | 8.50       | 8.200    |
| Portugal                  | 8.29           | 7.78          | 8.51       | 8.193    |
| Egipto                    | 8.26           | 7.74          | 8.52       | 8.173    |
| Hong Kong                 | 8.30           | 7.86          | 8.31       | 8.157    |
| Bonaire                   | 8.26           | 7.98          | 8.22       | 8.153    |
| Taiwán                    | 8.41           | 7.65          | 8.31       | 8.123    |
| Corea del Sur             | 8.45           | 7.58          | 8.14       | 8.057    |
| Islas Cook                | 8.01           | 7.51          | 8.26       | 7.927    |
| Malta                     | 7.98           | 7.63          | 8.10       | 7.903    |
| Islas Turcas y Caicos     | 7.99           | 7.43          | 8.24       | 7.887    |
| Paraguay                  | 7.79           | 7.59          | 8.24       | 7.873    |
| Islas Vírgenes Británicas | 7.87           | 7.60          | 8.12       | 7.863    |
| Islas Marianas del Norte  | 7.73           | 7.20          | 8.36       | 7.763    |